# RC Arbaâ
Der Raed Club Arbaâ (arabisch أمل الأربعاء, DMG Amal al-Arbiʿāʾ), auch bekannt als RC Arbaâ oder kurz RCA, ist ein algerischer Fußballklub mit Sitz in der Stadt Larbaâ.

## Geschichte
Er wurde im Jahr 1941 gegründet und die Farben sind Blau-Weiß. Die Heimspiele werden im Stade Ismaïl Makhlouf ausgetragen was eine Menge von 5000 Zuschauern fassen kann.
In der Saison 2011/12 gelingt mit 55 Punkten der Meistertitel im drittklassigen Championnat Regional womit man in die zweite Liga aufsteigen durfte. Hier gelang es gleich in der Saison 2012/13 mit 54 Punkten sich auf dem dritten Platz der Tabelle zu platzieren, womit man direkt weiter in die höchste Spielklasse des Landes aufstieg. In der ersten Saison landete das Team mit 44 Punkten auf einem siebten Platz. Nach der Spielzeit 2015/16 musste der Klub mit 19 Zählern als Vorletzter jedoch wieder absteigen. Dieser Fall konnte hier jedoch nicht gebremst werden und so stieg man sogar direkt in der Folgesaison 2016/17 mit 28 Punkten wieder als Vorletzter auch aus der zweiten Liga ab.
Es dauerte bis zur Saison 2018/19 in der man mit 65 Punkten aus der dritten Liga wieder aufsteigen konnte. Direkt in der Runde 2019/20 verpasste man mit 35 Punkten nur knapp die Aufstiegsränge in der zweiten Spielklasse. Dies gelang dann schließlich in der Saison 2020/21, als man als Sieger der eigenen Gruppe in den Playoffs als Zweitplatzierter einen Aufstiegsplatz wahrnahm. Somit spielt der Klub seit der Saison 2021/22 wieder in der höchsten Spielklasse.